# Wildest Dreams (альбом Тіни Тернер)
«Wildest Dreams» — восьмий сольний студійний альбом американської співачки Тіни Тернер, випущений 22 квітня 1996 року лейблом «Parlophone Records».

## Список композицій
| «Wildest Dreams» track listing | «Wildest Dreams» track listing                         | «Wildest Dreams» track listing                               | «Wildest Dreams» track listing |
| #                              | Назва                                                  | Автор                                                        | Тривалість                     |
| ------------------------------ | ------------------------------------------------------ | ------------------------------------------------------------ | ------------------------------ |
| 1.                             | «Do What You Do»                                       | Террі Бріттен Грехем Лайл Коннер Рівз                        | 4:23                           |
| 2.                             | «Whatever You Want»                                    | Артур Бейкер Тейлор Дейн Фред Зарр                           | 4:52                           |
| 3.                             | «Missing You»                                          | Марк Леонард Чез Сендфорд Джон Вайт                          | 4:36                           |
| 4.                             | «On Silent Wings» (за участю Стінга)                   | Джеймс Релстон Тоні Джо Вайт                                 | 6:12                           |
| 5.                             | «Thief of Hearts»                                      | Джад Фрідмен Гельмут Геттлер Джу Краузе Аллан Річ            | 4:05                           |
| 6.                             | «In Your Wildest Dreams» (за участю Антоніо Бандераса) | Майк Чепмен Голлі Найт                                       | 5:33                           |
| 7.                             | «GoldenEye» (single edit)                              | Боно Едж                                                     | 3:27                           |
| 8.                             | «Confidential»                                         | Кріс Лав Нейл Теннент                                        | 4:39                           |
| 9.                             | «Something Beautiful Remains»                          | Бріттен Лайл                                                 | 4:20                           |
| 10.                            | «All Kinds of People»                                  | Шеріл Кроу Кевін Гілберт Ерік Преслі                         | 4:43                           |
| 11.                            | «Unfinished Sympathy»                                  | Роберт Дель Ная Дедді Джі Шара Нельсон Джей Шарп Ендрю Вовлз | 4:30                           |
| 12.                            | «Dancing in My Dreams»                                 | Марк Ковлі Кай Флемінг Бренда Расселл                        | 6:45                           |
| 58:05                          |                                                        |                                                              |                                |

| Japanese bonus track | Japanese bonus track        | Japanese bonus track | Japanese bonus track |
| #                    | Назва                       | Автор                | Тривалість           |
| -------------------- | --------------------------- | -------------------- | -------------------- |
| 13.                  | «Love Is a Beautiful Thing» | Сет Свірскі          | 3:45                 |
| 61:50                |                             |                      |                      |

| Special tour edition bonus disc | Special tour edition bonus disc                                   | Special tour edition bonus disc        | Special tour edition bonus disc |
| #                               | Назва                                                             | Автор                                  | Тривалість                      |
| ------------------------------- | ----------------------------------------------------------------- | -------------------------------------- | ------------------------------- |
| 1.                              | «In Your Wildest Dreams» (за участю Баррі Вайта; single edit)     | Чепмен Найт                            | 3:48                            |
| 2.                              | «Something Beautiful Remains» (Joe Urban remix edit)              | Бріттен Лайл                           | 4:00                            |
| 3.                              | «The Difference Between Us»                                       | Ніколас Голланд Камю Челлі Андре Левін | 4:32                            |
| 4.                              | «River Deep – Mountain High» (live, Amsterdam 1996)               | Філ Спектор Джефф Баррі Еллі Грінвіч   | 3:59                            |
| 5.                              | «We Don't Need Another Hero (Thunderdome)» (live, Amsterdam 1996) | Бріттен Лайл                           | 6:04                            |
| 6.                              | «Private Dancer» (live, Amsterdam 1996)                           | Марк Нопфлер                           | 9:01                            |
| 7.                              | «Steamy Windows» (live, Amsterdam 1996)                           | Тоні Джо Вайт                          | 3:37                            |
| 8.                              | «The Best» (live, Amsterdam 1996)                                 | Чепмен Найт                            | 7:13                            |
| 9.                              | «On Silent Wings» (live, Amsterdam 1996)                          | Релстон Вайт                           | 5:27                            |

| North American version | North American version                                             | North American version              | North American version |
| #                      | Назва                                                              | Автор                               | Тривалість             |
| ---------------------- | ------------------------------------------------------------------ | ----------------------------------- | ---------------------- |
| 1.                     | «Missing You» (alternate mix)                                      | Леонард Сендфорд Вайт               | 4:40                   |
| 2.                     | «In Your Wildest Dreams» (за участю Баррі Вайта)                   | Чепмен Найт                         | 5:29                   |
| 3.                     | «Whatever You Want» (alternate mix)                                | Бейкер Дейн Зарр                    | 4:31                   |
| 4.                     | «Do What You Do»                                                   | Бріттен Лайл Рівз                   | 4:23                   |
| 5.                     | «Thief of Hearts»                                                  | Фрідмен Геттлер Краузе Річ          | 4:05                   |
| 6.                     | «On Silent Wings» (за участю Стінга)                               | Релстон Вайт                        | 6:12                   |
| 7.                     | «Something Beautiful Remains»                                      | Бріттен Лайл                        | 4:20                   |
| 8.                     | «Confidential»                                                     | Лав Теннент                         | 4:39                   |
| 9.                     | «The Difference Between Us»                                        | Голанд Келлі Левен                  | 4:32                   |
| 10.                    | «All Kinds of People»                                              | Кроу Гілберт Преслі                 | 4:43                   |
| 11.                    | «Unfinished Sympathy»                                              | Дель Ная Маршалл Нельсон Шарп Вовлз | 4:30                   |
| 12.                    | «GoldenEye» (soundtrack version)                                   | Боно Едж                            | 4:46                   |
| 13.                    | «Dancing in My Dreams»                                             | Ковлі Флемінг Расселл               | 6:45                   |
| 14.                    | «Something Beautiful Remains» (Joe Urban remix edit; hidden track) | Бріттен Лайл                        | 5:10                   |
| 68:45                  |                                                                    |                                     |                        |

## Сертифікації і продажі
| Регіон                                                                                          | Сертифікація  | Продажі    |
| ----------------------------------------------------------------------------------------------- | ------------- | ---------- |
| Австрія (IFPI Austria)                                                                          | Платиновий    | 50 000*    |
| Бельгія (BEA)                                                                                   | Платиновий    | 50 000*    |
| Канада (Music Canada)                                                                           | Золотий       | 50 000^    |
| Фінляндія (IFPI Finland)                                                                        | Золотий       | 32,622     |
| Франція (SNEP)                                                                                  | 2× Золотий    | 200 000*   |
| Німеччина (BVMI)                                                                                | Платиновий    | 500 000^   |
| Нідерланди (NVPI)                                                                               | Платиновий    | 100 000^   |
| Нова Зеландія (RIANZ)                                                                           | Платиновий    | 15 000^    |
| Норвегія (IFPI Norway)                                                                          | Золотий       | 25 000*    |
| Польща (ZPAV)                                                                                   | Золотий       | 50 000*    |
| Іспанія (PROMUSICAE)                                                                            | Золотий       | 50 000^    |
| Швеція (IFPI Sweden)                                                                            | Золотий       | 50 000^    |
| Швейцарія (IFPI Switzerland)                                                                    | Платиновий    | 50 000^    |
| Велика Британія (BPI)                                                                           | 2× Платиновий | 600 000^   |
| США                                                                                             | —             | 475,000    |
| Підсумки                                                                                        |               |            |
| Європа (IFPI)                                                                                   | 2× Платиновий | 2 000 000* |
| Worldwide                                                                                       | —             | 6,000,000  |
| *продажі, що базуються лише на сертифікаціях ^відвантаження, що базуються лише на сертифікаціях |               |            |